# Polynema pallidum
Polynema pallidum är en stekelart som beskrevs av Soyka 1956. Polynema pallidum ingår i släktet Polynema och familjen dvärgsteklar. Inga underarter finns listade i Catalogue of Life.